# Louis Botha
Louis Botha (ur. 27 września 1862, zm. 27 sierpnia 1919) – południowoafrykański polityk i dowódca wojskowy pochodzenia burskiego, pierwszy premier Związku Południowej Afryki.

## Życiorys

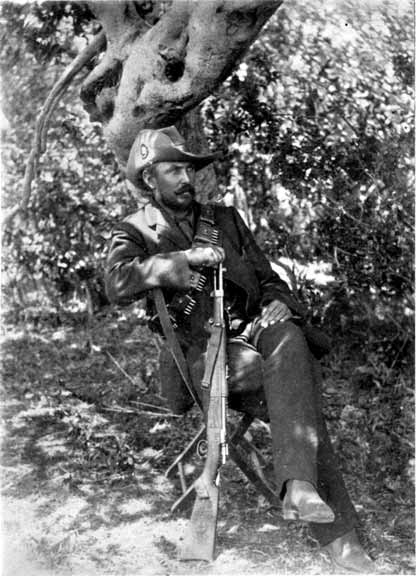
Louis Botha na Spion Kop

Był jednym z 13 dzieci Louisa Bothy i Salominy Adriany van Rooyen. W 1897 roku został członkiem parlamentu Transwalu, reprezentując okręg Vryheid.
Walczył jako dowódca wojsk burskich podczas II wojny burskiej (1899–1902) przeciwko Wielkiej Brytanii. Odniósł znaczące zwycięstwa przeciw dużo liczniejszym siłom przeciwnika, m.in. pod Colenso i Spion Kop. Przekonany o bezcelowości kontynuacji oporu wobec zdecydowanej przewagi liczebnej Brytyjczyków zaangażował się w proces pokojowy; kierował delegacją na rozmowy pokojowe w 1902 i był sygnatariuszem traktatu w Vereeniging.
Po wojnie aktywnie angażował się w odbudowę kraju oraz w proces pojednania brytyjsko-burskiego. 4 marca 1907 został premierem Transwalu. Prowadził działania na rzecz zjednoczenia kolonii brytyjskich w południowej Afryce, w tym dawnych republik burskich, w jeden naród, w ramach imperium brytyjskiego. Przez swoich rodaków był traktowany jako nieformalny przywódca Burów, a w Wielkiej Brytanii ceniony za lojalność jaką wykazwywał wobec imperium. W konserwatywnych środowiskach burskich krytowany był za postawę wobec dawnego wroga, czy uznawany wręcz za zdrajcę. Jego działania przyczyniły się do powstania Związku Południowej Afryki, dominium brytyjskiego. 31 maja 1910 mianowany został jego pierwszym premierem. W 1911, wraz z innym bohaterem wojen burskich, Janem Smutsem, stworzył Partię Południowoafrykańską (SAP).
Jako premier Południowej Afryki, podczas I wojny światowej osobiście kierował wojskami południowoafrykańskimi w zwycięskiej kampanii przeciw Niemieckiej Afryce Południowo-Zachodniej. Jej owocem było uznanie w 1920 roku Afryki Południowo-Zachodniej terytorium mandatowym podlegającym Południowej Afryce.
Po wojnie kierował krótko brytyjską misją wojskową w Polsce w czasie wojny polsko-bolszewickiej. W czasie ustalania warunków traktatu wersalskiego bronił państw centralnych przed zbyt surowymi warunkami.
Botha zmarł na atak serca 27 sierpnia 1919.

## Upamiętnienie
Posągi przedstawiające Bothę umiejscowione są przez wjazdem na teren południowoafrykańskiego parlamentu w Kapsztadzie oraz przed siedzibą rządu (Union Buildings) w Pretorii.